# Maurice Bourgois
Maurice Bourgois (Zonnebeke, 25 september 1931) was een Belgisch volksvertegenwoordiger en senator.

## Levensloop
Bourgois was beroepshalve ziekenfondssecretaris.
Hij werd politiek actief bij de SP. Van 1985 tot 1991 zetelde hij in de Senaat als provinciaal senator voor West-Vlaanderen en van 1991 tot 1995 in de Kamer van volksvertegenwoordigers voor het arrondissement Ieper. In de periode januari 1992-mei 1995 had hij als gevolg van het toen bestaande dubbelmandaat ook zitting in de Vlaamse Raad. De Vlaamse Raad was vanaf 21 oktober 1980 de opvolger van de Cultuurraad voor de Nederlandse Cultuurgemeenschap, die op 7 december 1971 werd geïnstalleerd, en was de voorloper van het huidige Vlaams Parlement.  
Daarnaast was Bourgois van 1983 tot 2003 burgemeester van Zonnebeke, waar hij van 1961 tot 1977 lid van de Commissie voor Openbare Onderstand was en van 1977 tot 2003 gemeenteraadslid. Tevens was hij van 1971 tot 1977 en van 1983 tot 1985 provincieraadslid van West-Vlaanderen.

## Onderscheidingen
- Ridder in de Leopoldsorde.
- Laureaat van de Arbeid 1ste klasse.